# 774 до н. е.

## Події
- Урарти захопили важливу фортецю Бушту, що розташована на кордоні Манни та Парсуа.
- Близько цього року було засновано першу давньогрецьку колонію в Італії — Пітекусси на острові Іскія (острів)[1]

### Астрономічні явища
- 21 січня. Повне сонячне затемнення.[2]
- 17 липня. Кільцеподібне сонячне затемнення.[2]